# Los Vuelos de la Libertad
Los ''Vuelos de la Libertad'' (conocidos en inglés como ''Freedom Flights'') llevaron cubanos a Miami dos veces diarias, cinco días a la semana, de 1965 a 1973. Su presupuesto fue de aproximadamente 12 millones de dólares y transportaron a unas 300.000 personas, en lo que fue "la mayor operación aérea de transporte de refugiados en la historia de los Estados Unidos". Los Vuelos de la Libertad fueron un capítulo importante e inusitado de cooperación en la historia de las relaciones exteriores cubano-estadounidenses, por lo demás caracterizadas por la desconfianza mutua. El programa cambió la composición racial de Miami y disparó el crecimiento de la comunidad cubano-americana.

## Antecedentes

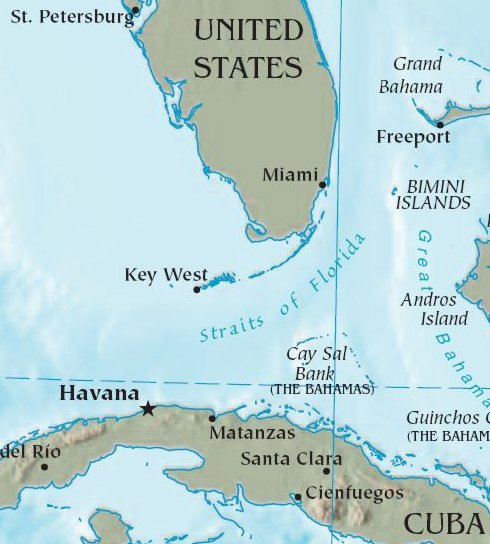
Cuando la lista de espera para los Vuelos de la Libertad creció, muchos cubanos atravesaron el Estrecho de Florida para emigrar a los Estados Unidos.

### Emigración anterior
Según la académica Aviva Chomsky, la oposición al régimen de Fulgencio Batista llevó a un ambiente político "maduro para la revolución", que acabó llevando a Fidel Castro al poder. Los más ricos y los altos funcionarios del gobierno de Batista empezaron a emigrar inmediatamente después de la revolución. Pronto se unieron a ellos miles de desencantados de clase media.

### Inmigración y Acta de Nacionalidad de 1965
En los Estados Unidos, la Ley de Inmigración de 1924 estableció cuotas de inmigración que favorecían a los inmigrantes del norte y oeste de Europa, y prohibió por completo a los árabes, indios y otros asiáticos. A medida que el movimiento de derechos civiles ganaba terreno en los Estados Unidos, las leyes que discriminaban por motivos de etnia o raza de un individuo comenzaron a ser derogadas. Con el avance del movimiento por los derechos civiles en Estados Unidos, se aprobó la Ley de Inmigración y Nacionalidad de 1965, que puso fin a las cuotas nacionales anteriores y las prohibiciones de inmigración.

Después de la aprobación del proyecto de ley, el presidente Lyndon B. Johnson declaró en un discurso frente a la Estatua de la Libertad que los cubanos y todos los que deseen asilo deben tener la oportunidad de obtenerlo. Afirmaría:
"Declaro esta tarde al pueblo de Cuba que quienes busquen refugio aquí en los Estados Unidos lo encontrarán ... Nuestra tradición de asilo para los oprimidos va a ser mantenida".

### Éxodo de Camarioca

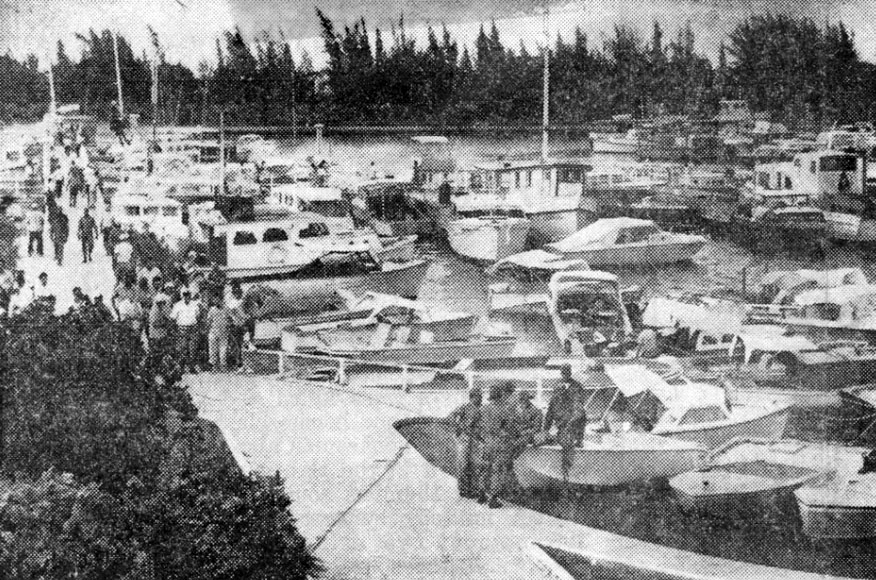
Éxodo de Camarioca.

Cuando las políticas de Fidel Castro comenzaron a tomar forma, una gran ola de inmigrantes desilusionados se estrelló contra las playas del sur de Florida. Un episodio caótico de esta ola de inmigración, el éxodo de Camarioca en 1965, condujo a una cooperación inusual entre los gobiernos cubano y estadounidense: el establecimiento del programa "Vuelos de la Libertad". El 28 de septiembre, Castro anunció que los disidentes podían salir por el puerto de Camarioca, en la provincia de Matanzas. La escena caótica de miles de barcos que intentaban peligrosamente atravesar el Estrecho de Florida provocó ilegalmente la acción de los Estados Unidos, cuya Guardia Costera se vio abrumada.

### Ley de Ajuste Cubano
La Ley de Ajuste Cubano de 1966 revisó el estatus de inmigrantes cubanos como "personas en libertad condicional" y ofreció una ruta única hacia la residencia permanente. A los inmigrantes cubanos se les asignó inicialmente el estatus temporal de "en libertad condicional" porque se suponía que regresarían a la isla en breve. Sin embargo, pronto quedó claro que el regreso no se produciría próximamente, lo que hizo que Estados Unidos ofreciera a los cubanos un camino hacia la residencia permanente. La ley otorgó a los cubanos un trato preferencial, "una laguna administrativa promovida por el senador Ted Kennedy para acelerar la entrada en los Estados Unidos de los cubanos de los Vuelos de la Libertad". De hecho otorgó a los cubanos un "derecho indefinido [a la residencia permanente]" en los Estados Unidos.
Los cubanos recibieron un trato preferencial en los Estados Unidos por cuatro razones principales: la política de la Guerra Fría, la reducción de las cargas administrativas para los inmigrantes, las preocupaciones humanitarias y el impacto potencial de los profesionales cubanos en la economía de los Estados Unidos. Al gobierno de Estados Unidos le preocupaba que Cuba sirviera de modelo para la revolución de izquierda. También le preocupa que la Unión Soviética aprovechase la ubicación inquietante de Cuba. Al facilitar un éxodo masivo de Cuba, la Ley de Ajuste Cubano dio lugar a una "fuga de cerebros" que repercutió negativamente en la economía de la isla, socavó la legitimidad de un gobierno opresivo y fomentó el sentimiento público anticomunista que obtendría apoyo para gastos masivos en programas de la Guerra Fría.

Según las leyes anteriores, el refugiado cubano necesitaba salir del país, obtener un visado en una oficina consular de Estados Unidos en el exterior y volver a ingresar al país. La ley creó una vía más fácil para que los inmigrantes cubanos asegurasen su residencia. Las preocupaciones humanitarias impulsaron aún más la legislación, ya que Estados Unidos se comprometió a facilitar el éxodo de los disidentes del régimen comunista de Fidel Castro. También hubo preocupaciones más prácticas. Muchos de los primeros refugiados eran profesionales muy cualificados de la élite económica de Cuba, y por lo tanto su inmigración beneficiaba a los EE. UU.. El Informe del Senado sobre la historia legislativa de la Ley declaró que:
"los talentos y las habilidades de muchos de los refugiados, particularmente en el campo profesional... se utilizarán en el interés nacional".

### Establecimiento del programa de emigración
Por su parte, el gobierno cubano se mostró receptivo a establecer un programa seguro y ordenado, ya que la visión de miles de ciudadanos que arriesgaban sus vidas para salir del país daba una mala imagen del gobierno. Sorprendentemente, a pesar del sentimiento antiestadounidense de Cuba y la oposición ideológica de Estados Unidos al comunismo, los dos países entablaron negociaciones. Su resultado fue la creación del programa "Vuelos de la Libertad". El primer vuelo de la libertad tuvo lugar el 1 de diciembre de 1965.

## Éxodo

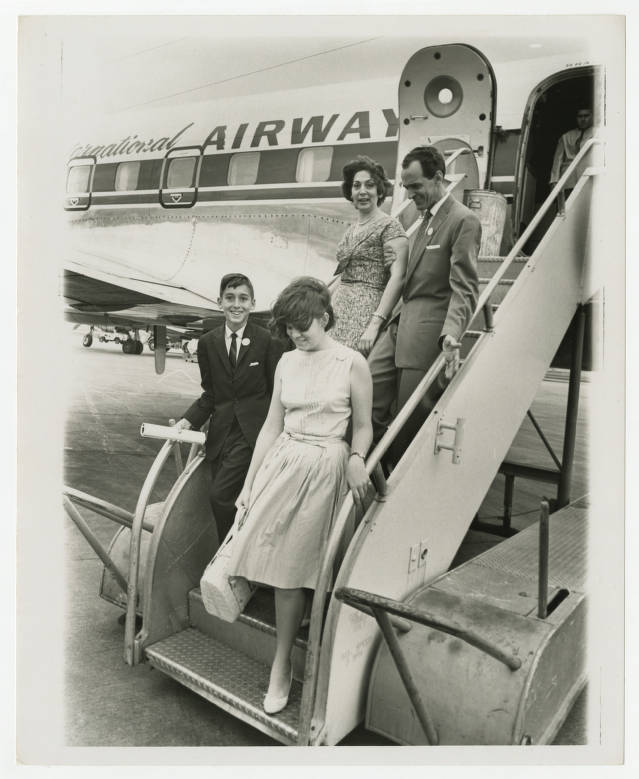
Una familia llegando a Miami en un vuelo de 1966.

### Los motivos para la emigración
Muchos cubanos estaban ansiosos por salir del país. Veían a Castro como un caudillo latinoamericano clásico, un gobernante que trataba al país como si fuera su propiedad personal. El gobierno suprimió la religión y confiscó la propiedad privada. Durante la nacionalización de las pequeñas empresas en la Ofensiva Revolucionaria, algunos pequeños comerciantes decidirían salir de Cuba en el puente aéreo. El miedo se instaló en muchos aspectos de la vida. Silvio, un cubano, declaró: "Todos viven con miedo todo el tiempo". Un cubanoamericano, Octavio, dijo, "La propia Cuba era una prisión". Estados Unidos prometió un clima diferente. María Rodríguez relata la emotiva historia de ver el país por primera vez:
"Lloré en silencio mientras besaba la bandera [estadounidense] y recé ... Por primera vez en mi vida me sentí libre".

### Persecución en Cuba
El gobierno de Fidel Castro inicialmente permitió la emigración, pero acabó alentando el acoso y la humillación de los inscritos en el programa. El programa ganó popularidad rápidamente; en marzo de 1968, más de un millón de personas estaban en lista de espera. Los que estaban en la lista de espera fueron despedidos de sus trabajos, considerados "enemigos del Estado" y molestados por los miembros de los Comités de Defensa de la Revolución (CDR). Algunos fueron internados en campamentos lejos de sus hogares y familias, y sus propiedades fueron confiscadas a su partida. Castro también se refirió a los que se fueron como "gusanos" e insistió al pueblo cubano en que Cuba estaba mejor sin ellos porque los gusanos eran la burguesía del régimen anterior. Aunque en la lista de espera había un millón de personas en marzo de 1968, según una encuesta del Chicago Tribune, en abril de 1966 casi dos millones de cubanos querían irse.

### Popularidad de la emigración
A pesar de las amenazas proferidas y cumplidas por el gobierno de Castro, el programa Vuelos de la Libertad siguió siendo popular, por lo que sus largas listas de espera empujaron a los cubanos a otras formas de emigración. Por ejemplo, el emigrante Orlando Torres, se inscribió en Vuelos de la Libertad en 1965, al comienzo del programa, y tuvo que esperar dos años para irse. La popularidad del programa dio lugar a una larga lista de espera que a menudo hacía que los cubanos esperaran y sufrieran humillaciones y acoso durante años antes poder partir. En septiembre de 1970, los cubanos se desesperaron a medida que aumentaban los tiempos de espera y algunos intentaron emigrar por el llamado "corredor de la muerte", el Estrecho de Florida.

### Fin del éxodo
Esta emigración acabó convirtiéndose en una "fuga de cerebros" de Cuba, ya que mucha de la gente con la formación necesaria para sostener la economía cubana se fue a los Estados Unidos. La gravedad de esto hizo que Fidel Castro se quejara repetidamente, y en mayo de 1969, cuando los efectos económicos se intensificaron, se denegaron las solicitudes de visado de salida. El programa se volvió a suspender de mayo a diciembre de 1972, y el 6 de abril de 1973 aterrizó el último Vuelo de la Libertad en el Aeropuerto Internacional de Miami.

## Consecuencias

### Procesamiento

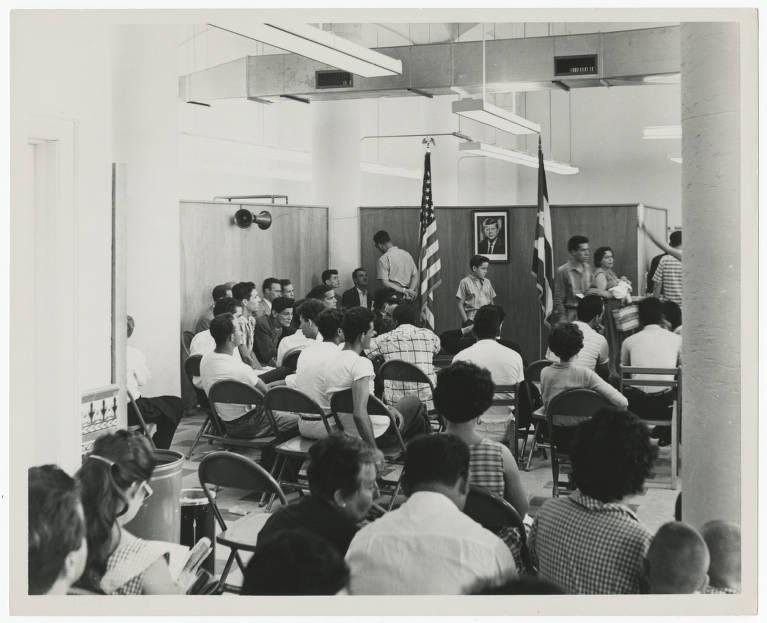
Concurrida sala de espera de refugiados cubanos en la Torre de la Libertad.

Cuando los cubanos llegaban a Miami, se tramitaban sus solicitudes en la Torre de la Libertad, que llegó a conocerse como la "Isla Ellis del Sur". Hoy en día, es un Monumento Histórico Nacional y un centro de educación cultural, testimonio del importante papel que antaño cumplió.

### Reacción contra la inmigración
Según se iba asentando la comunidad, hubo de enfrentarse a una intensa discriminación y a la barrera del idioma. El inmigrante Luis Botifoll recuerda:
"Algunos se resentían con nosotros porque hablábamos español, hablábamos demasiado alto y les quitábamos el trabajo".
Recuerda carteles que decían: "No se permiten mascotas, niños, ni cubanos". Había cartas a periódicos de Miami con quejas de que los cubanos "estaban echando a perder nuestro bienestar y nuestra seguridad". Se hizo popular una pegatina en los automóviles que ponía: "El último estadounidense en abandonar Miami que recoja la bandera, por favor". El idioma oficial del condado de Dade fue el inglés hasta 1973, por lo que todos los documentos oficiales se redactaron solo en inglés. Frente a este ambiente hostil los cubanos reaccionaron agrupándose. Cariñosamente llamaron a la Freedom Tower "el refugio" y vivieron temporalmente en las "Casas de la libertad" instaladas en el Aeropuerto Internacional de Miami.

### Posibilidad de regreso a Cuba
Al principio los inmigrantes cubanos y el gobierno de Estados Unidos vieron la inmigración como algo temporal, pensando que Fidel Castro perdería el poder y los inmigrantes regresarían a Cuba. Luis Botifoll recuerda:
"Lo único que teníamos en mente era volver a Cuba ... Nadie quería comprometerse con un trabajo. Todos vivíamos al día".
El presidente Lyndon B. Johnson confiaba en que los cubanos regresarían:
"las mareas de la historia son fuertes, y otro día los cubanos regresarán a su patria para encontrarla liberada del terror y del miedo".
A tal fin, tanto la comunidad cubanoamericana como el gobierno de los Estados Unidos trabajaron para socavar el gobierno de Fidel Castro. El jefe de Bacardí a mediados de la década de 1960, Pepín Bosch, ayudó a organizar la propaganda anticastrista y las operaciones paramilitares. Un famoso grupo anti-Castro, Alpha 66, todavía existe hoy. A mediados de los Vuelos de la Libertad, a fines de la década de 1960, pequeñas partidas armadas iniciciaron una guerra de guerrillas en Cuba. El gobierno de los Estados Unidos también organizó la infructuosa invasión de bahía de Cochinos utilizando exiliados cubanos como soldados, lo que acabó en la captura y encarcelamiento de 1.100 cubanoamericanos.

### Cultura cubano-americana

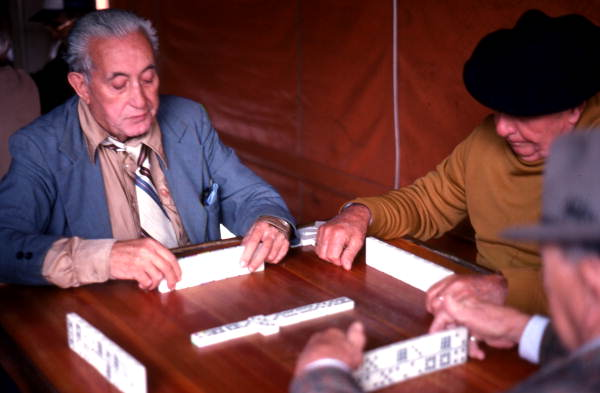
Cubanos juegan al dominó en la Pequeña Habana, hacia 1975.

Aunque los cubanos de los Vuelos de la Libertad se resistieron, se acabaron americanizando. El inmigrante Ángel Perdomo decía: "quiero seguir siendo cubano, pero me americanizo" Por otra parte, la cultura americana se cubanizó. En 1973 el condado Miami Dade se hizo oficialmente bilingüe. Al clásico músico cubano clásico Benny Moré se le oía en todas las radios, las bodegas cubanas desplazaron a los supermercados americanos y los hombres llevaban guayaberas. Además los colegios privados se centraron en la Historia y Cultura de Cuba, asegurándose de que las generaciones más jóvenes apreciasen su patrimonio.

### Formación de la Pequeña Habana

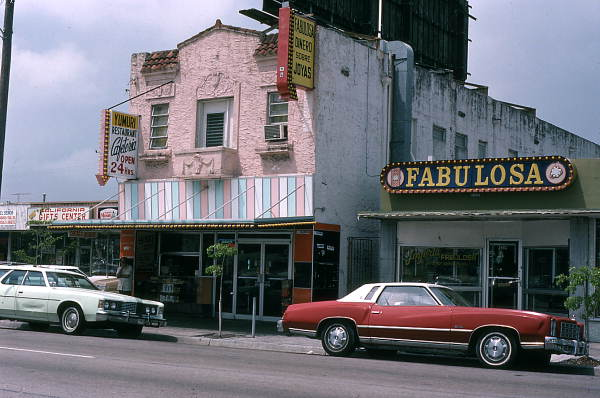
Tiendas de barrio en la Pequeña Habana, hacia 1978.

Los Vuelos de la Libertad dieron lugar a la formación de la pequeña Habana, una área de unas 4 millas cuadradas con una población cubana compacta y con una subcultura netamente diferenciada. La Pequeña Habana era un microcosmos concentrado de la comunidad cubano-americana del Sur de Florida. Desde el punto de vista económico el enclave era económicamente autosuficiente: los cubanos empleaban y compraban a otros cubanos. Se inició con la primera ola de refugiados post-Castro a principios de la década de 1960 pero no se estabilizó hasta los últimos Vuelos de la Libertad a finales de la misma década. El enclave aceleró el crecimiento económico cubano-americano y su peso político. Según Elaine Condon:
"Su éxito arrollador en sólo una generación, ha sido prácticamente sin precedentes en historia de los EE. UU.."
En la Pequeña Habana, los cubanos de los Vuelos de la Libertad establecieron una comunidad que facilitó mucho la integración de la inmigración cubana posterior. Según Juan Clark, experto en inmigración cubano-americana y profesor de sociología, "los cubanos de los Vuelos de la Libertad convirtieron a Miami en el centro de todos los exiliados cubanos."